# Lago Ercina
El lago de la Ercina es un pequeño lago de montaña del norte de España, localizado en los Picos de Europa, en la cordillera Cantábrica. Está próximo al lago Enol y juntos forman el conjunto conocido como Lagos de Covadonga, en el Principado de Asturias, dentro del parque nacional de los Picos de Europa.

El lago en verano

Este lago es de dimensiones (tomadas en absoluto) menores que el lago Enol, y su capacidad cúbica también es más baja. El lago de La Ercina está a 1108 m de altitud y su profundidad máxima es de 3 m. 
Las características de similitud con el lago Enol están ligadas a su origen (ambos tienen un origen glaciar) y por supuesto, su situación geográfica, ya que ambos lagos se encuentran separados por la Picota de Enol mediando entre ellos una distancia inferior a seiscientos metros.